# Jenthe Biermans
Jenthe Biermans (* 30. října 1995) je belgický profesionální silniční cyklista jezdící za UCI WorldTeam Arkéa–B&B Hotels.

## Hlavní výsledky
2013
Národní šampionát
 vítěz silničního závodu juniorů
vítěz Kolem Flander Juniores
2015
Národní šampionát
2. místo silniční závod do 23 let
2. místo Paříž–Roubaix Espoirs
5. místo Paříž–Tours Espoirs
2016
2. místo Paříž–Roubaix Espoirs
6. místo Grote Prijs Marcel Kint
Kreiz Breizh Elites
10. místo celkově
2018
Kolem Belgie
9. místo celkově
2019
10. místo Binche–Chimay–Binche
2020
Okolo Slovenska
10. místo celkově
2021
5. místo Kuurne–Brusel–Kuurne
2022
5. místo Grote Prijs Jef Scherens
6. místo Famenne Ardenne Classic
7. místo Maryland Cycling Classic
7. místo Polynormande
Vuelta a Castilla y León
8. místo celkově
2023
vítěz Muscat Classic
Tour de Luxembourg
vítěz 2. etapy
2. místo Clàssica Comunitat Valenciana 1969
4. místo Druivenkoers Overijse
7. místo Ronde van Drenthe
8. místo Dwars door het Hageland
9. místo Grand Prix Criquielion
2024
6. místo Gran Premio Castellón

### Výsledky na Grand Tours
| Grand Tour      | 2019 | 2020 | 2021 | 2022 | 2023 | 2024 |
| --------------- | ---- | ---- | ---- | ---- | ---- | ---- |
| Giro d'Italia   | 117  | —    | —    | 123  | —    | DNF  |
| Tour de France  | —    | —    | —    | —    | 128  | —    |
| Vuelta a España | —    | —    | —    | —    | —    | —    |

| —   | Nezúčastnil se |
| DNF | Nedokončil     |